# Лукас Ґуедес
Лукаш Ґуедеш (пол. Lucas Guedes, нар. 30 травня 1996, Бразилія) — бразильський футболіст, захисник футбольної команди «Вісла» що нині виступає в Екстраклясі.